# Adam Wykręt
Adam Wykręt (ur. 20 października 1945 w Międzybrodziu Bialskim) – polski polityk, przedsiębiorca i działacz społeczny, poseł na Sejm VI kadencji.

## Życiorys
Uzyskał wykształcenie średnie, został mistrzem piekarskim i cukierniczym. Zajął się prowadzeniem własnej działalności gospodarczej. W wyborach samorządowych w 1998 bezskutecznie ubiegał się o mandat radnego Bielska-Białej z listy Unii Wolności. W 2002 został wybrany na radnego z listy SLD-UP. W 2006 uzyskał reelekcję, objął stanowisko wiceprzewodniczącego rady miejskiej z rekomendacji komitetu wyborczego powołanego przez Jacka Krywulta. Został prezesem dwóch klubów sportowych, był także założycielem lokalnego „Banku Chleba”.
W wyborach parlamentarnych w 2007 uzyskał mandat poselski jako bezpartyjny kandydat z listy Platformy Obywatelskiej. Startując w okręgu bielskim, otrzymał 10 180 głosów. W wyborach w 2011 bezskutecznie ubiegał się o reelekcję. W 2014 i 2018 z rekomendacji PO kandydował ponownie do rady miasta, mandat radnego obejmował dwukrotnie w trakcie kadencji w 2015 i 2019. Nie uzyskał go w kolejnych wyborach w 2024.